# Unité urbaine de Gourdon
L'unité urbaine de Gourdon est une unité urbaine française centrée sur la ville de Gourdon (Lot), dans le département du Lot.

## Données globales
En 2020, selon l'Insee, l'unité urbaine de Gourdon est composée de deux communes.
Elle représente le pôle urbain de l'aire urbaine de Gourdon.

## Composition de l'unité urbaine
La liste ci-dessous, établie par ordre alphabétique, indique les communes appartenant à l'unité urbaine de Gourdon, selon la délimitation de 2010, avec leur population municipale, issue du recensement le plus récent :
| Nom       | Code Insee | Département | Statut       | Superficie (km2) | Population (dernière pop. légale) | Densité (hab./km2) | Modifier                                    |
| --------- | ---------- | ----------- | ------------ | ---------------- | --------------------------------- | ------------------ | ------------------------------------------- |
| Gourdon   | 46127      | Lot         | ville-centre | 45,56            | 4 080 (2022)                      | 90                 | modifier les données · modifier les données |
| Payrignac | 46216      | Lot         | banlieue     | 21,64            | 654 (2022)                        | 30                 | modifier les données · modifier les données |

## Évolution démographique
L'évolution démographique ci-dessous concerne l'unité urbaine selon le périmètre défini en 2020.
| 1968  | 1975  | 1982  | 1990  | 1999  | 2007  | 2013  | 2018  |
| ----- | ----- | ----- | ----- | ----- | ----- | ----- | ----- |
| 5 294 | 5 194 | 5 403 | 5 379 | 5 471 | 5 308 | 5 014 | 4 650 |